# John Daly (skeleton)
Pour les articles homonymes, voir John Daly.
John Daly, né le 10 juin 1985 dans le Queens (New York) est un skeletoneur américain actif depuis 2003. Après ses débuts en Coupe du monde en 2009, il participe aux Jeux olympiques d'hiver de 2010 où il termine dix-septième.

## Palmarès
- Jeux olympiques d'hiver
  - 17e en 2010 et 15e en 2014

- Championnats du monde
  -  Médaille d'or par équipes mixtes en 2013 à Saint-Moritz.
  - Meilleur résultat individuel : 5e en 2013.

- Coupe du monde
  - Meilleur classement général : 8e 2014.